# Sekcja Marynarki Wojennej Ministerstwa Spraw Wojskowych
Sekcja Marynarki przy Ministerstwie Spraw Wojskowych – komórka organizacyjna Ministerstwa Spraw Wojskowych właściwa w sprawach Marynarki Wojennej i Marynarki Handlowej.
Sekcja została utworzona na mocy dekretu Naczelnika Państwa Józefa Piłsudskiego z 28 listopada 1918 roku. Na stanowisko szefa Sekcji został wyznaczony pułkownik marynarki Bogumił Nowotny. Dekret został wydany w 291. rocznicę zwycięskiej bitwy pod Oliwą. 
Sekcja była pierwszą instytucją odpowiedzialną za organizację polskiej Marynarki Wojennej i Handlowej. 30 listopada Naczelny Wódz podporządkował Sekcji port wojenny w Modlinie, a na stanowisko komendanta portu wyznaczył majora marynarki Stanisława Witkowskiego.
Na mocy rozkazu nr 1 Szefa Sekcji Marynarki Wojennej z 5 marca 1919 roku, utworzono tymczasowy etat Sekcji w składzie:
- szef sekcji – płk mar. Bogumił Nowotny
- zastępca szefa sekcji –
- adiutant – por. mar. Tadeusz Morgenstern-Podjazd
- oficer do zleceń –
- kierownik wydziału organizacyjno-operacyjnego – kpt. mar. Stefan Frankowski
- kierownik wydziału personalnego –
- kierownik wydziału technicznego – płk mar. inż. Bernard Müller
- kierownik wydziału administracyjnego – kpt. int. Kazimierz Zachar
- kierownik wydziału higieny morskiej – płk lek. dr Eugeniusz Ciastoń
- kierownik kancelarii – kpt. mar. Jan Roiński

Etat Sekcji liczył 24 oficerów oraz 50 pracowników cywilnych.
Na podstawie dekretu Naczelnika Państwa z dnia 14 maja 1919 roku, uchwały Rady Ministrów z 20 marca 1919 roku i rozkazu Ministra Spraw Wojskowych, generała porucznika Józefa Leśniewskiego z dnia 22 kwietnia 1919 roku dotychczasowa Sekcja Marynarki Wojennej została z dniem 2 maja 1919 roku przekształcona w Departament dla Spraw Morskich.